# Santiago Coronado
Santiago Coronado (* 28. April 1988) ist ein ehemaliger uruguayischer Fußballspieler.

## Karriere
Santiago Coronado spielte von 2012 bis 2013 für den Rocha FC und bestritt in diesem Zeitraum vier Zweitligaspiele (kein Tor) für den Klub. 2014 traf er für den Club Atlético San Miguel einmal bei neun Einsätzen. Im darauffolgenden Jahr stehen 19 Einsätze für ihn zu Buche. Zudem bestritt er im Februar 2015 eine Partie (kein Tor) in der Copa Argentina. Auch in der Saison 2016/17 gehörte er dem Kader der Argentinier in der Primera C Metropolitana an. Als weitere Karrierestationen werden die Argentinos Juniors und La Academia (Entre Rios) angegeben.